# 白狐魔記
『白狐魔記』（しらこまき）は、斉藤洋による日本の児童文学作品。挿絵は高畠純が担当。偕成社より刊行されている。

## あらすじ
仙人に師事することで仙術を学び不老不死へと至った狐、白狐魔丸。人間に興味を抱く彼は、人の姿に変化する事で市井へと下りるが、そこで白狐魔丸が出会ったのは「戦争」という人間同士の殺し合いであった。不老不死である彼は、出会う者達の生のあり方や人の世に繰り返される争いを見つめながら、己の答えを探し求める。
源平の風
源平の戦いに巻き込まれた白狐魔丸が、兄・源頼朝に追われる源義経やその家臣佐藤忠信一行に同行する。
蒙古の波
時は鎌倉時代。85年もの長い眠りから目覚めた白狐魔丸は、京で一人の武士・市谷小平太の命を救う。
洛中の火
元寇から51年、時は室町時代初期。白狐魔丸は楠木正成という武将と出会う。
戦国の雲
時は戦国。15代続いた室町幕府を滅ぼし、天下統一に名乗りを上げた織田信長を中心に話が進む。
天草の霧
江戸幕府が開かれてから約30年後。九州島原で圧政に苦しむ農民が天草四郎時貞を大将に蜂起。
時を同じくして白狐魔丸は南蛮堂煙之丞と名乗る男から弟子入りを申し込まれる。
元禄の雪
時は元禄14年。俳諧や歌舞伎などの文化が花開き、人々は天下泰平の世を謳歌していた。しかし白狐魔丸は江戸城から強い邪気を感じる。
播州赤穂藩主、浅野内匠頭による刃傷事件が発生したのは、その直後であった。
天保の虹

## 登場人物
声優はオーディオドラマ版に出演のキャスト。

### 主要人物
白狐魔丸（しらこままる)
声 - 成河
人間の生きざまに興味を持ち、白駒山（しらこまさん）の仙人のもとで修行することで変化の術を身につけた狐。日本史上の大きな事件や英雄たちと遭遇し、なぜ人間が互いに殺しあうのかという疑問の答えを探そうとする。
人間に化けている間は基本として「九十九小吉(つくもこきち)」という偽名を使っているが、自身が認めた人物などには本名を名乗る。
力を使い果たした後は長い眠りに就くが、その期間が次第に短くなっている。
雅姫（つねひめ）
声 - 坂本真綾
白狐魔丸同様に変化の出来る吉野の狐。白狐魔丸とは六波羅北方の探題屋敷で出会った。
北条仲時を自殺に追いやった後醍醐天皇や護良親王に復讐するため策略を巡らせ、その後は足利家に数百年に及ぶ復讐を行う。
白狐魔丸は自分の弟のように感じられるらしい。
仙人
声 - 今井朋彦
白駒山の仙人。殺生を好まず白駒山が見えるところでの殺生は禁じていたが、最初の元寇の時に半分も船を沈めたので心を洗う為に天竺に行った。その後「天草の霧」にて再登場。以前と比べるとよく笑うようになった。

### 各巻の登場人物

#### 源平の風
源義経
声 - 川口覚
戦上手で家来思いの性格。
白狐魔丸たちの協力で日本を脱出、大陸へ渡りチンギス・ハンとなる。
源頼朝
名前のみの登場。義経を殺すように命じた。
弁慶
声 - いわいのふ健
白狐魔丸の言う事を狐の言う事など信用できるかと信用しない。
「八つ裂きにしてくれる」と何度も言う怪力。
佐藤忠信
声 - 井上裕朗
主人思いな性格。追っ手の山伏たちと戦闘を繰り広げ、崖下に転落し死亡。
白狐魔丸が、義経一行の中で最も親近感を抱いた相手。
忠信の死体に山伏を近づけさせないための背走にて、白狐魔丸は尾を[空]にすることに初めて成功した。

#### 蒙古の波
市谷小平太
声 - 箱田暁史
槍の扱いと絵を書くことに長けている。竹崎季長とは友の関係である。
北条時宗の命令により南方の探題屋敷の武士たちに襲われ、絵を白狐魔丸に託し死亡。
北条時輔
温和な性格で雅姫曰く武士には向かない性格。
南方の探題屋敷の武士たちに襲撃され、雅姫とともに吉野へ逃れる。
北条時宗
冷酷な性格で白弧魔丸曰く最低な人間。
竹崎季長
声 - 北村有起哉
豪快な性格。元寇の様子を絵に書き残したいと思っている。
三井資長
竹崎季長の姉婿。
ブルテ・チョノ
声 - 千葉哲也
白い狼。戦好きで戦上手なチンギス・ハンとは気が合った為、元に手を貸していた。
白狐魔丸と敵対し、船上で追い詰めるも竹崎季長の攻撃を受け、海に落ちていった。

#### 洛中の火
楠木正成
声 - 渡辺徹
戦の時に容赦しない性格。ただし、天皇のために誓ったことを悔いており、「生まれ変われば野菜を育て一生を過ごす」と言い、自害。
昔吉野で雅姫の住む庵に殴り込み、北条時輔と出会った。
後醍醐天皇
醍醐天皇を尊敬しており、「後醍醐天皇」という名前は自分で付けた。
護良親王
派手な格好をしている。部下である村上義光らを見捨てたため十蔵から憎まれ、雅姫の復讐にも遭い、十蔵に殺された。
北条仲時
勝気で向こう気が強く、雅姫曰く武士に向いている。
足利尊氏
後醍醐天皇と仲が悪い。
大和十蔵／淵辺義博
声 - 山口馬木也
楠木正成の間諜。主君である村上義光を見捨てて護良親王が逃亡したため、彼を憎んでいる。

#### 戦国の雲
不動丸
声 - 玉置玲央
鉄砲家業を営んでいる青年。師匠「杉谷善住坊」が信長に殺されたため、仇討ちを狙う。
織田信長
声 - 岡幸二郎
短気な性格。雅姫とは古くからの知り合い。
豊臣秀吉
戦上手で信長に気に入られている。
明智光秀
声 - 大家仁志
信長に謀反を興した。
左兵衛
明智光秀に謀反を興すように仕向けた。
足利義昭
室町幕府最後の将軍。信長に追放された。

## 用語
白駒山（しらこまさん）
仙人が住んでいる山。白駒山の頂から見える場所から殺生は禁止されている
殺生しようとした場合、仙人が懲らしめていたが、仙人が旅立った後は白狐魔丸が懲らしめている。
白狐魔丸が住んでいる洞窟には気幕結界が張られ、仙人と白狐魔丸しか入れないようになっている。
気
気配のような物。持っている物を落としたり、物を消したりなどができる。
化身
別のものに化けること。人だけでなく、動物にも化けることができる。
憑依
人にとりつくこと。感憑依と体憑依と魂憑依がある。
感憑依は熱い寒いなどの感覚を思いのままにでき、体憑依は体を思いのまま操ったり、動かなくすることができる。魂憑依は体だけでなく心も思いのままにできる。しかし魂憑依は長くかけていることができず、されている間は記憶がない。

## 既刊一覧
- 斉藤洋作、高畠純画『白狐魔記』偕成社、既刊7巻（2023年2月12日現在）
  1. 『源平の風』1996年、ISBN 4-03-744210-8
  2. 『蒙古の波』1998年、ISBN 4-03-744220-5
  3. 『洛中の火』2000年、ISBN 4-03-744230-2
  4. 『戦国の雲』2006年、ISBN 4-03-744240-X
  5. 『天草の霧』2010年、ISBN 978-4-03-744250-7
  6. 『元禄の雪』2012年、ISBN 978-4-03-744620-8
  7. 『天保の虹』2019年、ISBN 978-4-03-744630-7

## ラジオドラマ
NHK-FM「青春アドベンチャー」にてラジオドラマ化された。ナレーションは坂口理恵。

### スタッフ
- 原作 - 斉藤洋
- 脚色 - 山本雄史（『源平の風』） / 藤井香織（『蒙古の波』 - 『元禄の雪』）
- 音楽 - 日高哲英
- 演出 - 藤井靖
- 技術 - 坂野伊和男（『源平の風』） / 加村武、山田顕隆（『蒙古の波』） / 林晃広、若林政人（『洛中の火』 - 『戦国の雲』、『元禄の雪』）/ 加村武（『天草の霧』）
- 音響効果 - 三谷直樹（『源平の風』） / 野村知成（『蒙古の波』、『天草の霧』） / 久保光男（『洛中の火』 - 『戦国の雲』） / 岩崎進（『元禄の雪』）

### 放送日程
| タイトル          | 放送期間                                     | 回数                                                     |
| ----------------- | -------------------------------------------- | -------------------------------------------------------- |
| 白狐魔記 源平の風 | 2014年7月21日 - 7月25日                      | 全5回 ※2022年5月16日 - 5月20日再放送                     |
| 白狐魔記 蒙古の波 | 2014年9月29日 - 10月3日、10月6日 - 10月10日  | 全10回 ※2022年10月3日 - 10月7日、10月10日‐10月14日再放送 |
| 白狐魔記 洛中の火 | 2015年1月19日 - 1月23日、1月26日 - 1月30日   | 全10回                                                   |
| 白狐魔記 戦国の雲 | 2015年8月24日 - 8月28日、8月31日 - 9月4日    | 全10回                                                   |
| 白狐魔記 天草の霧 | 2016年4月4日 - 4月8日、4月11日 - 4月15日     | 全10回                                                   |
| 白狐魔記 元禄の雪 | 2016年12月5日 - 12月9日、12月12日 - 12月16日 | 全10回                                                   |